# Joyce Stewart
Madam Joyce Tucker de Stewart  ( 1936 - 2011) fue una botánica inglesa, especialista en la familia de las orquídeas de África.
Realizó expediciones a Madagascar, Mauritania, La Reunión, Comoras, en búsqueda de especímenes de Orchidaceae, realizando observaciones sobre su anatomía, distribución, estaciones de floración, ecología. En su carrera, se ha interesado en las especies africanas de orquídeas, residiendo veintidós años en ese continente.

## Honores
- Medallas de Oro:
  - "South African Orchid Council" , 1982
  - "American Orchid Society", 1993
  - "Royal Horticultural Society", 1993 y 1997

- En 2003, nombrada "Miembro de la Orden del Imperio Británico por servicios destacados en la ciencia hortícola y educación botánica.

- Presidenta de la "British Orchid Council"
- Vocal de la "International Orchid Commission".

## Algunas publicaciones
Publicó 100 arts. científicos y de divulgación sobre las orquídeas.

### Libros
- Stewart, J; J Hermans; B Campbell. 2006. Angraecoid Orchids. Species from the African Region. Ed. Timber Press. 432 pp. ISBN 978-0-88192-788-7
- Stewart, J. 2000. Orchids. Ed. Timber Press
- Stewart, J. 1996. Orchids of Kenya. Ed. Timber Press. 191 pp. ISBN 0-88192-357-5
- Griffiths, M; J Stewart. 1995. The New Royal Horticultural Society Dictionary Manual of Orchids. Ed. Timber Press. 448 pp. ISBN 0-88192-334-6
- Stewart, J; WT Stearn; F Bauer (ilustrador, 1758-1840). 1993. The Orchid Paintings of Franz Bauer. Ed. Timber Press. 160 pp. ISBN 0-88192-243-9
- Stewart, J. 1993. Thesaurus Woolwardiae PT. 4: Orchids of the Marquis of Lothian: Miscellaneous Genera. Ed. Missouri Bot. Garden Press. ISBN 0-915279-17-7
- Stewart, J. 1992. The New RHS Dictionary Manual of Orchids. Ed. Macmillan
- Stewart, J. 1992. Orchids at Kew. Ed. Stationery Office Books. 160 pp. ISBN 0-11-250007-2
- Stewart, J. 1992. The Conservation of European Orchids. Nature & Environment Series. Ed. Council of Europe. 64 pp. ISBN 92-871-2011-0
- Schelpe, S; J Stewart. 1990. Dendrobiums: An Introduction to the Species in Cultivation. Ed. Amer Orchid Soc. 140 pp. ISBN 1-873035-00-4
- Stewart, J. 1982. Wild orchids of southern Africa. Ed. Macmillan South Africa. 307 pp. ISBN 0-86954-070-X
- Stewart, J. 1980. Medical Mycology Handbook. Ed. Wiley Sons Co. 454 pp. ISBN 0-471-04728-7
- Stewart, J. 1970. Orchids of Tropical Africa . Ed. W.H. Allen / Virgin Books. 128 pp. ISBN 0-491-00143-6

- La abreviatura «J.Stewart» se emplea para indicar a Joyce Stewart como autoridad en la descripción y clasificación científica de los vegetales.[1]